# Championnats du monde de gymnastique acrobatique 1990
Navigation
Édition précédente Édition suivante
Les championnats du monde de gymnastique acrobatique 1990, dixième édition des championnats du monde de gymnastique acrobatique, ont eu lieu du 29 octobre au 4 novembre 1990 à Augsbourg, en Allemagne de l'Ouest.